# Sigurður Valur Sveinsson
Sigurður Valur Sveinsson (auch Siggi Sveins; * 5. März 1959) ist ein ehemaliger isländischer Handballspieler.
Sigurður Valur Sveinsson spielte in der Saison 1982/83 beim deutschen Handball-Bundesligisten TuS Nettelstedt. Nachdem der TuS am Saisonende abgestiegen war, wechselte er zum TBV Lemgo, bei dem er bis 1988 spielte. Dabei wurde er in der Saison 1984/85 mit 191 Treffern, davon 81 per Siebenmeter, Torschützenkönig. Anschließend spielte er in der 2. Handball-Bundesliga beim OSC Dortmund, wo er 1989/90 erneut Torschützenkönig wurde. In der Saison 1990/91 spielte er in der spanischen Liga ASOBAL bei Atlético Madrid.
Sigurður bestritt 242 Länderspiele für die isländische Nationalmannschaft und erzielte dabei 736 Tore. Er nahm mit Island an den Olympischen Spielen 1984 und 1988 teil, sowie an der Weltmeisterschaft 1993 in Schweden, wo er mit 37 Treffern den sechsten Platz in der Torschützenstatistik belegte.